# Kenai-félszigeti farkas
A Kenai-félszigeti farkas (Canis lupus alces), a szürke farkas (Canis lupus)
Alaszkában, ott is csak a Kenai-félsziget tundra régióiban élő, nagy termetű, mára már kihalt alfaja.